# 林肯 (伊利諾伊州)
林肯（英語：Lincoln）是一個位於美國伊利諾伊州洛根縣的城市。根據2010年美國人口普查，該地人口為14504人，而該地的面積約為16.57平方千米。同時該地也是洛根縣的縣治。

## 地理
林肯的座標為40°09′00″N 89°22′03″W / 40.15000°N 89.36750°W，而該地的平均海拔高度為180米（即589英尺）。